# Heuliez GX 127
Heuliez Bus GX 127 і GX 127 L — це низькопідлогові автобуси (midibus), які вироблялися та продавалися французьким виробником Heuliez Bus з 2005 по 2014 рік. Були також доступні стандартні та зчленовані версії під назвами GX 327 і GX 427. Усі вони є частиною асортименту Access'Bus.
Вони були запущені з дизельним двигуном, який відповідав класові Євро-3, а потім протягом багатьох років були вдосконалені до стандарту Євро-5.
GX 127 і GX 127 L прийшли на заміну застарілим моделям GX 117 і GX 117 L і були замінені на новіші GX 137 і GX 137 L.

## Історія
Вони були представлені на ринку між 2006 і 2014 роками і прийшли на заміну GX 117.

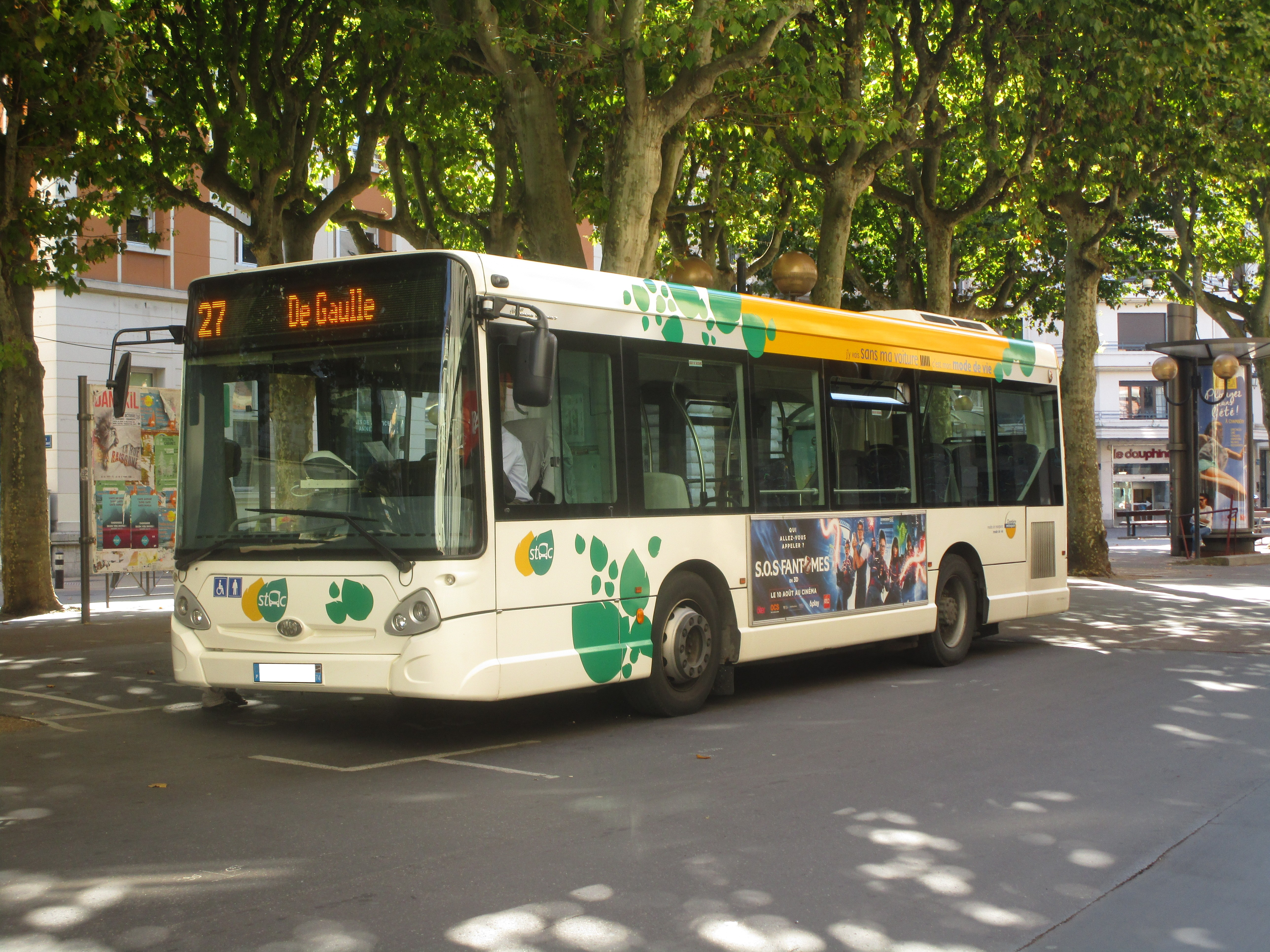
GX 127 від Шамбері.
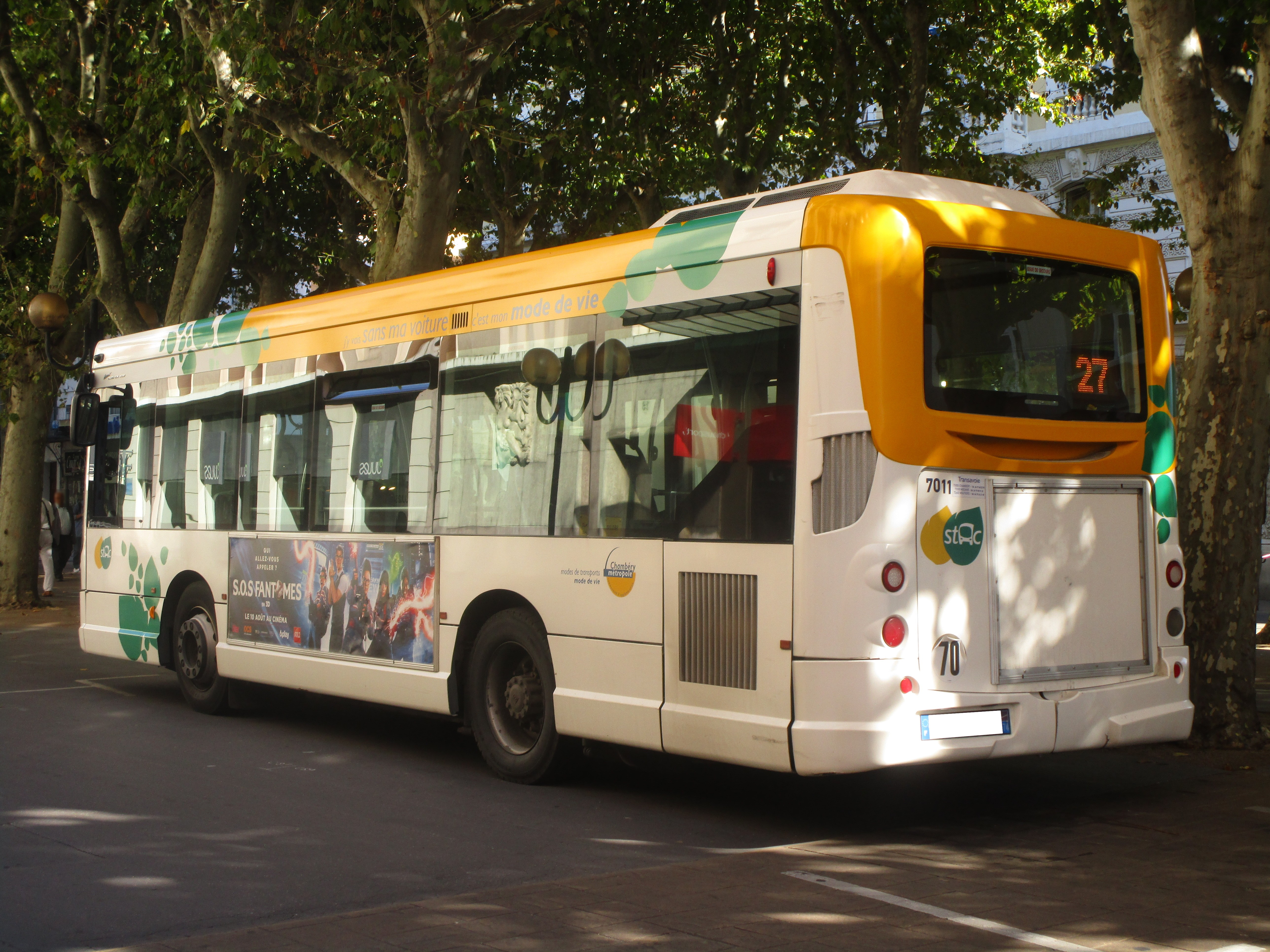
GX 127 від Шамбері.
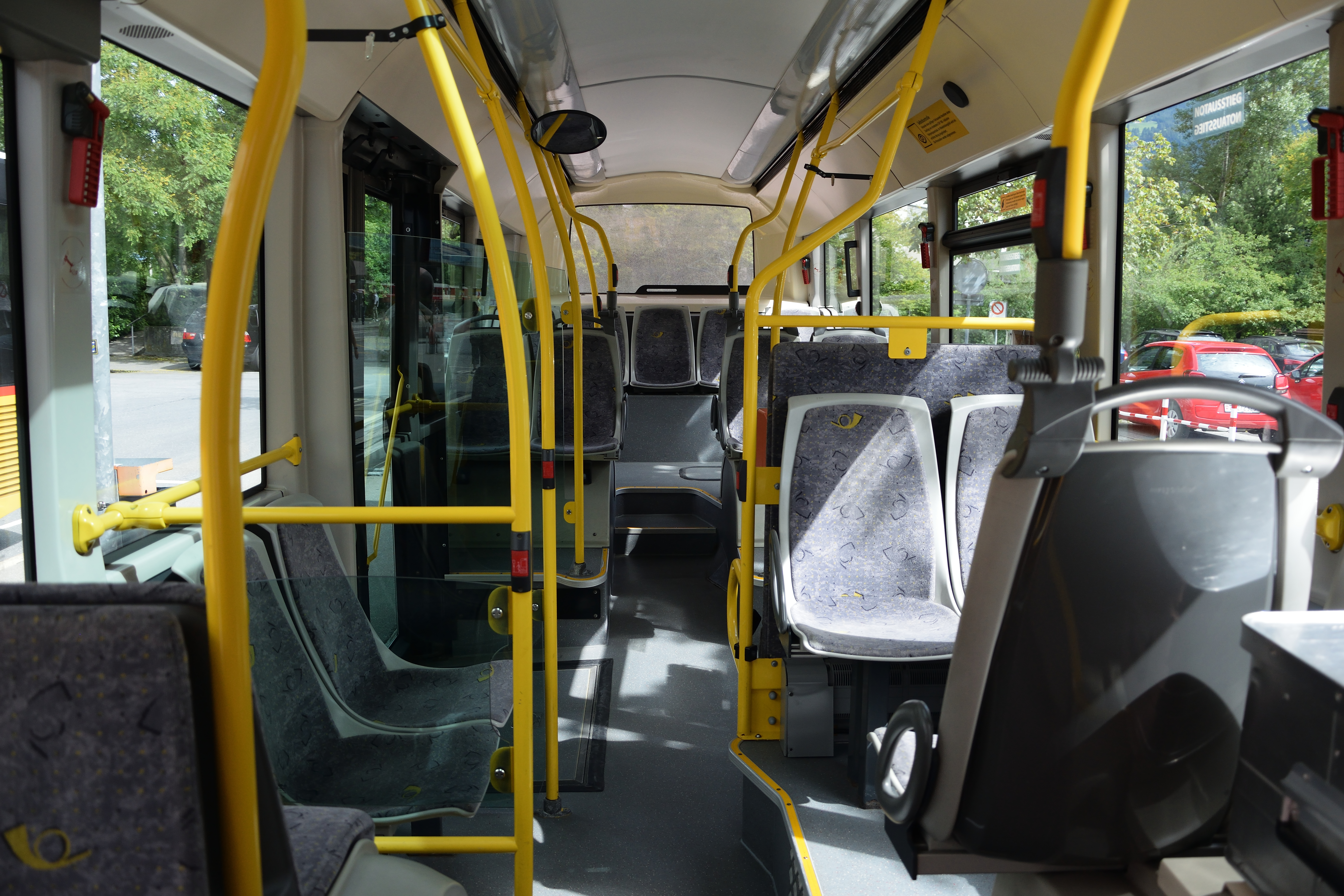
Салон.
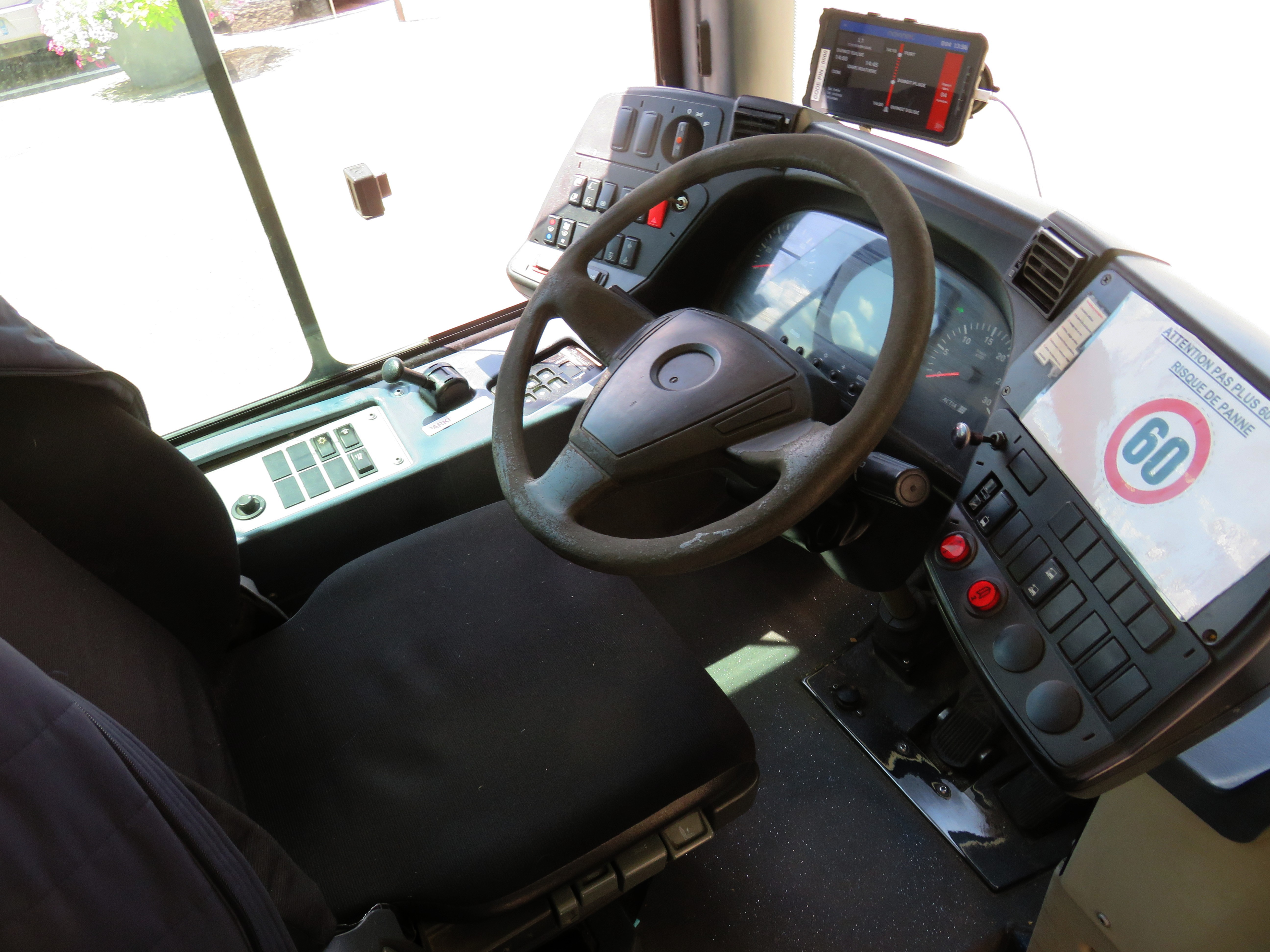
Місце водія.

### Короткий опис GX 127
| Покоління                                       | виробництво | Походить від Heuliez Bus | Подібні моделі                                 |
| ----------------------------------------------- | ----------- | ------------------------ | ---------------------------------------------- |
| Автобус Heuliez GX 127 / GX 127 L (2005 - 2014) |             | GX327 ; GX427            | Irisbus Citelis ; </br>Mercedes-Benz Citaro C1 |

## Покоління
X 127 і GX 127 L випускалися з 2 поколіннями дизельних двигунів  :
- Євро-4 : рік побудови з 2005 по 2009 рік.
- Євро-5 : побудований з 2009 по 2014 рік.

## Різні версії

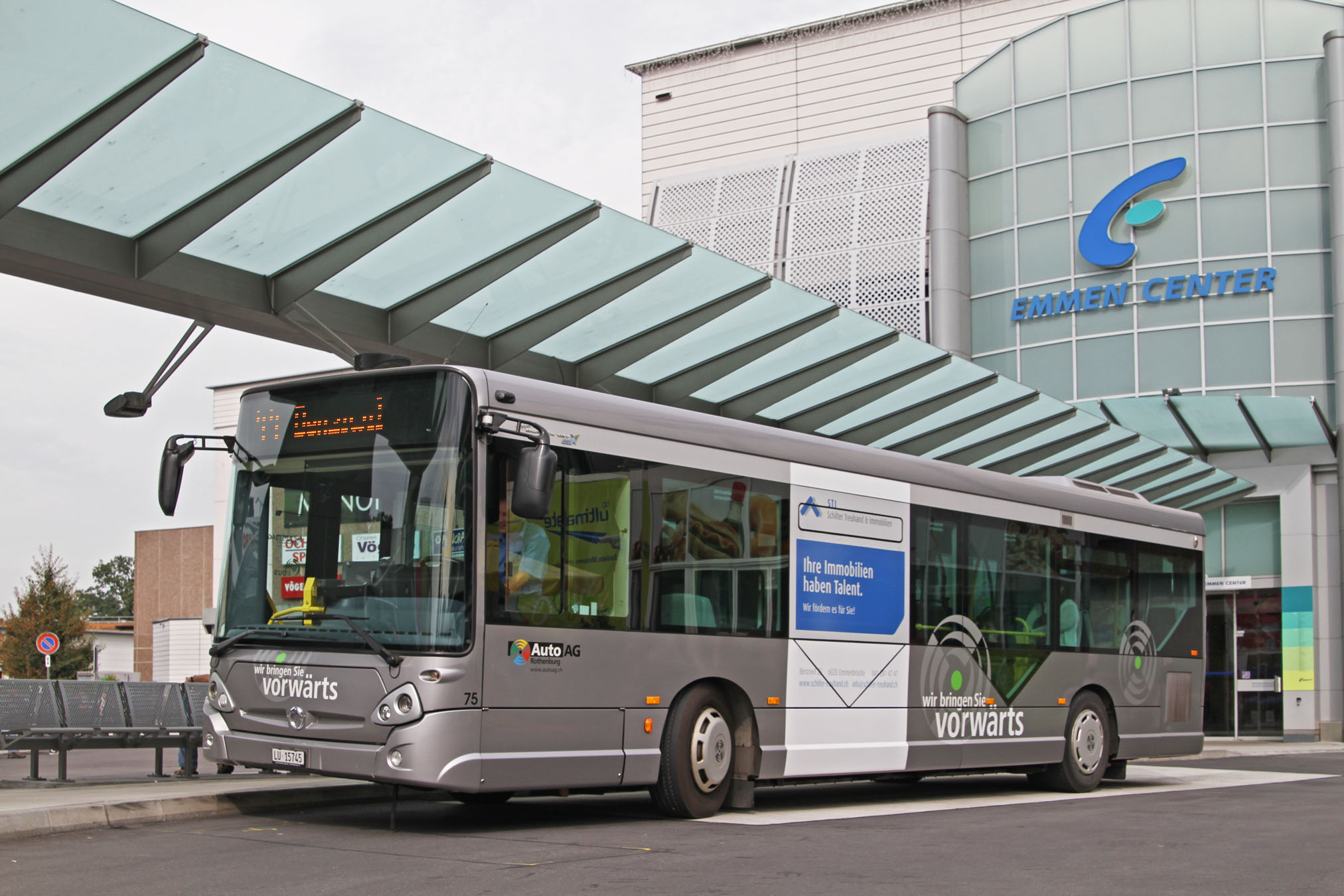
Irisbus GX 127 L.

- Автобус Heuliez GX 127 Access'Bus : доступний з двома або трьома дверима. Довжина дводверної версії становить 9,420 м, а 3-дверної — 9,495 м. Цей варіант має два вікна між передніми та середніми дверима.
- Автобус Heuliez GX 127 L Access'Bus : також доступний з двома або трьома дверима, має довжину 10,75 м. Ця версія має два вікна плюс половину між передніми та середніми дверима. Він може бути оснащений 2 місцями UFR[1].
- Irisbus GX 127 і GX 127 L : версії, що продаються за межами Франції. Змінюється лише назва та логотип решітки.